# William Webb Ellis
William Webb Ellis (Salford, 24 novembre 1806 – Mentone, 24 febbraio 1872) è stato un presbitero britannico convenzionalmente accreditato dell'invenzione del gioco del rugby durante un incontro di football tra allievi della Rugby School nell'omonima città inglese.
Benché tale attribuzione non sia storicamente accertata, a Webb Ellis è intitolato il trofeo destinato al vincitore della Coppa del Mondo di rugby.
Ordinato prete anglicano, nel suo ministero fu cappellano a Londra e a Westminster, della Chiesa di San Clemente dei Danesi, e parroco nell'Essex, e morì a Mentone, nel sud della Francia, dove è sepolto.

## Biografia
Nativo di Salford, all'epoca nel Lancashire (oggi Greater Manchester), William Webb era figlio di James Ellis, un ufficiale dei dragoni della guardia morto nel 1811, e di Ann Webb.
La famiglia si trasferì nella città di Rugby dove William frequentò la locale public school tra il 1816 e il 1825.
La tradizione vuole che nel 1823, durante una partita di calcio, il giovane abbia preso la palla con le mani (all'epoca permesso dal regolamento) e l'abbia depositata correndo (che non era permesso) nell'area di porta avversaria, tra lo stupore dei presenti. Tuttavia, l'unico testimone che sosteneva di aver assistito alla nascita del gioco del rugby, tale Matthew Bloxam, morì senza essere riuscito a convincere i giornalisti della veridicità delle sue parole, riportate tra l'altro da un giornale locale a più riprese.
Durante le prime ricerche della neonata IRB (International Rugby Board) furono contattati molti ex-studenti che avevano frequentato il liceo insieme a Ellis, ma molti neppure lo ricordavano, altri dissero di conoscerlo solo di vista e di non ricordare affatto il suo mistico viaggio con il pallone fino in porta.
Molto probabilmente il rugby nacque veramente a Rugby, ma fu un gruppo di studenti a cambiare le regole e il pallone, distaccandosi così dal calcio, nato nello stesso periodo. Bisogna aggiungere che ciò non è affatto strano: infatti, all'epoca esistevano molte variazioni ideate nel tempo dagli stessi studenti.